# Habrocestoides darjeelingus
Habrocestoides darjeelingus là một loài nhện trong họ Salticidae.
Loài này thuộc chi Habrocestoides. Habrocestoides darjeelingus được Dmitri Viktorovich Logunov miêu tả năm 1999.